# Estádio da Luz
Estádio da Luz är en fotbollsarena i Lissabon, Portugal. Arenan är hemmaarena för Benfica och har en kapacitet på 66 147 åskådare. Den kallas av supportrarna för A Catedral, vilket betyder Katedralen.
Estádio da Luz öppnades den 25 oktober 2003 med en vänskapsmatch mellan SL Benfica och Club Nacional de Football. En match som Benfica vann med 2-1. Den byggdes för Fotbolls-EM 2004. 

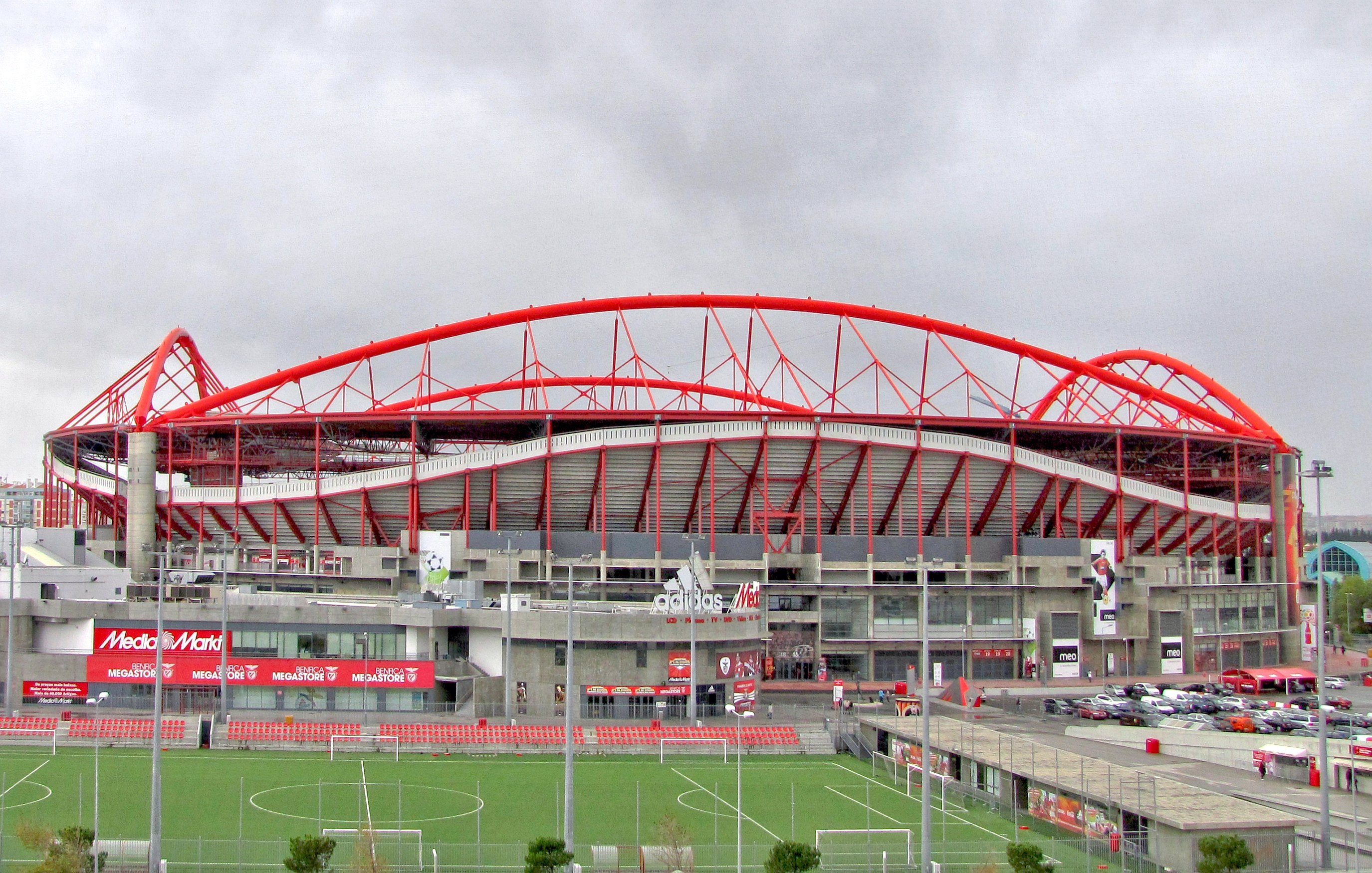
Arenan från utsidan.